# Ctenogobius pseudofasciatus
Ctenogobius pseudofasciatus és una espècie de peix de la família dels gòbids i de l'ordre dels perciformes.

## Morfologia
- Els mascles poden assolir 5,3 cm de longitud total.[3][4]

## Hàbitat
És un peix de clima tropical i demersal.

## Distribució geogràfica
Es troba a l'Atlàntic occidental: costa oriental de Florida (els Estats Units).

## Observacions
És inofensiu per als humans.